# 趙鯤
趙鯤（1490年—？），字于南，一字時化，號曲嶺，山東兖州府東平州壽張縣人，民籍，明朝政治人物。

## 生平
正德十一年（1516年）丙子科山東鄉試第十四名。嘉靖八年（1529年）己丑科三甲第一百一十四名進士。初任河南临颖知县，升南京大理寺評事，升寺正，晉漢中府知府。历陕西按察司副使，調貴州，卒于官。

## 著作
有《读书日记选集》（十六卷）、《九领集》等。

## 家族
曾祖趙伯通；祖父趙榮；父趙奎，曾任縣主簿。母陳氏。永感下。
次子趙有馮，嘉靖甲子舉人，官知縣。弟趙鱣，侄子趙有章。